# Абі (Саскачеван)
Абі (англ. Abbey) — село в канадській провінції Саскачеван. Містечко Абі спочатку належало людині під ім'ям англ. D.F. Kennedy. У 1913 р. Канадська Тихоокеанська Залізниця купила чверть землі в нього для будівництва залізничної лінії. КТЗ дала пану Кеннеді честь іменувати містечко, надавши йому назву Абі — назва на честь ферми Кеннеді в Ірландії.

## Населення

### Чисельність
| 2001 | 2006 | 2011 | 2016 |
| ---- | ---- | ---- | ---- |
| 137  | 130  | 115  | 129  |